# Saint-Nicolas-du-Pélem
Saint-Nicolas-du-Pélem (bret. Sant-Nikolaz-ar-Pelem) – miejscowość i gmina we Francji, w regionie Bretania, w departamencie Côtes-d’Armor.
Według danych na rok 1990 gminę zamieszkiwały 1922 osoby, a gęstość zaludnienia wynosiła 47 osób/km² (wśród 1269 gmin Bretanii Saint-Nicolas-du-Pélem plasuje się na 328. miejscu pod względem liczby ludności, natomiast pod względem powierzchni na miejscu 138.).